# Кришурь (цинут)
Кришурь — один из десяти цинутов Румынии в 1938—1940 гг. В него вошла часть Трансильвании, а также Кришана и Марамуреш. Столица — Клуж-Напока.

## Герб
Герб состоял из семи диагональных полос (4 красных, 3 синих). Это изображало семь жудецов, входящих в состав цинута Кришурь. На фоне полос чёрная голова зубра.

## Состав
Цинут включал в себя семь жудецов:
- Бихор
- Клуж
- Марамуреш
- Сату-Маре
- Сомеж
- Сэлаж
- Турда

В 1939 году жудец Турда был передан цинуту Муреш в обмен на Нэсэуд.